# Renée Rochefort
Renée Rochefort, née le 20 novembre 1924 à Lyon et morte le 23 août 2012 à Villeurbanne, est une géographe française, spécialiste de la géographie sociale, professeur à l'université Lumière-Lyon-II.

## Biographie
Renée Rochefort est née le 20 novembre 1924 à Lyon,. 
Renée Rochefort obtient l’agrégation d'histoire et géographie en 1949. Elle enseigne durant sept ou huit ans au lycée de Grenoble puis au lycée de jeunes de filles de Saint-Just à Lyon. Elle obtient ensuite en 1957 un détachement au CNRS qui lui permet de passer deux ans en Sicile, puis elle est nommée maître-assistante à l’université de Strasbourg. Elle soutient une thèse d’État intitulée Le Travail en Sicile, en 1961, sous la direction de Maurice Le Lannou, récompensée par le prix Herbert-Fournet de la Société de Géographie en 1962. Elle est nommée d'abord maître de conférences en 1963, puis professeure à l'université Lumière-Lyon-II, fonction qu'elle exerce jusqu'à sa retraite académique, au début des années 1990. Elle meurt le 23 août 2012 à Lyon,.

## Travaux
Ses premières recherches, pour sa thèse d'État, portent sur le travail et les travailleurs en Sicile, dans une perspective géographique, économique et sociologique, qui lui permet d'envisager dans le contexte particulier de la Sicile, les rapports du travail avec la politique et la technique, la forme de la société rurale et le régime agraire latifundiaire.
À l'université de Lyon, Abel Chatelain et Renée Rochefort inscrivent leurs recherches dans une perspective de géographie sociale, sans pour autant créer une « école lyonnaise » de géographie,. Ainsi, Renée Rochefort fait une contribution devant l’Association de géographes français.
Renée Rochefort théorise  ce qu'elle appelle le « renversement de l'ordre des facteurs », c'est-à-dire une proposition de « penser d’abord la société, ensuite l’espace ».

## Publications
- Travail et travailleurs en Sicile : étude de géographie sociale, Puf, 1961 [présentation en ligne]
- Les bouches de Kotor. Étude de géographie régionale, essai sur les espaces d’une région, Lyon, Université de Lyon, 1961, 167 p.
- « Misère paysanne et troubles sociaux. Un pays du Latifondo sicilien : Corleone », (1959) in Annales. Economies, sociétés, civilisations, Vol. 14, n°3, p. 441-460
- « Le pétrole en Sicile », in Annales de géographie, Vol 69, n°371, 1960, p. 22-33
- « Une « civilisation du Guépard » ? », (1962) in Annales. Économies, sociétés, civilisations, Vol. 17, n°2, p. 368-371
- « Géographie sociale et sciences humaines" (1963) in Bulletin de l’Association de géographes français, n°314-315, p. 19-32.
- « La valeur de la production agricole en Italie. Ses enseignements géographiques », (1963) in Revue de géographie de Lyon
- « Sardes et Siciliens dans les grands ensembles des Charbonnages de Lorraine », (1963) in Annales de géographie, Vol. 72, n°391, p. 272-302
- « A propos de l'histoire du paysage agraire italien », (1964) in Revue de géographie de Lyon
- « L'Islande face à sa démographie », (1966) in Revue de géographie de Lyon
- « Grands ensembles et mutations des banlieues lyonnaises », (1970) in Revue de géographie de Lyon
- « Les enfants et adolescents dans l'agglomération lyonnaise en 1976 : disparités et ségrégations », in Revue de géographie de Lyon, 1977
- « Espace et justice sociale », in Espace géographique, 1978
- « La géographie généraliste », in Espace géographique, 1989
- « La Méditerranée dans l’œuvre de Maurice Le Lannou », in Revue de géographie de Lyon, Vol. 68, n°4, 1993, p. 239-242

## Pour approfondir